# روجير حسني
روجير حسني (بالفارسية: روگير حسني، تلفظ [Rūgīr-e Ḩasanī] أيضا تعرف باسم [Rūgīr-e ’asanī]) هي منطقة سكنية في محافظة فارس إيران التابعة لبلدة أشكنان مقاطعة لامرد.

## السكان
تقع هذه القرية في قسم كال وحسب تقديرات سنة 2006 كان مجموع عدد سكانها 281 نمسة يعيشون في 64 أسرة.